# Guang'anmen

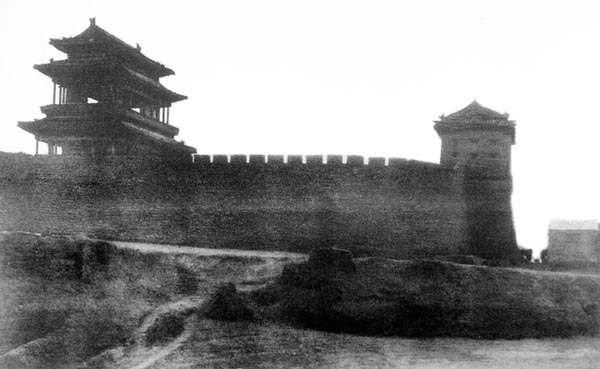
Guang'anmen 1910

Karta över Pekings forna stadsmur där Guang'anmens läge är markerat.

Guang'anmen (广安门; Guǎng'ānmén) eller Zhangyimen (张仪门; Zhāngyímén) eller Guang'anporten ('vidsträckta fredens port') var en forn stadsport i Pekings stadsmur i Kina. Idag är Guang'anmen namnet på området runt den forna porten och har gett sitt namn till infrastruktur såsom Guang'anmenbron (广安门桥) och Yttre- och Inre Guang'anmenavenyn (广安门外大街 / 广安门内大街). Guang'anmen låg i Xichengdistriktet i sydvästra Peking längs dagens västra Andra ringväg.

## Historia
Guang'anmen var den västra porten i den yttre stadsmuren runt den yttre staden som uppfördes 1553 under kejsar Jiajing under Mingdynastin.
I en del i efterspelet till Marco Polo-broincidenten 1937 angrep Kinas arme  26 juli de Japanska styrkorna i vad som kom att kallas Guang'anmenincidenten.
Nermonteringen av Guang'anmen påbörjades på 1940-talet och förstördes slutligen 1957.
Staden Ji, som var ursprunget till dagens Peking och byggdes innan 1000 f.Kr. hade sitt centrum i området runt Guang'anmen, och många arkeologiska fynd har gjorts i området.
| Pekings tunnelbana |         |                           |
|                    | Linje 7 | Guang'anmennei（广安门内) |
|                    | Linje 7 | Daguanying（达官营)       |